# Toma de Iscuande
La Toma de Iscuande fue un ataque perpetrado por varios frentes de las Fuerzas Armadas Revolucionarias de Colombia - Ejército del Pueblo (FARC-EP) y el Ejército de Liberación Nacional (ELN), el 1 de febrero de 2005, contra una base de la Infantería de Marina en el municipio de Santa Bárbara de Iscuande (Nariño). El ataque ejecutado con la complicidad de elementos infiltrados en la Armada Nacional, se saldó con la muerte de 16 militares y la destrucción de la base.

## Antecedentes
Con el objetivo de demostrar la impotencia del gobierno para someterlas por la vía militar y también para aflojar la presión sobre el Bloque oriental, a finales de 2004 el Secretariado de las FARC-EP, ordenó pasar de la defensiva y el repliegue, a la ofensiva. A partir de ese momento los golpes de envergadura se sucederían escalonadamente en Tolima, Arauca, Antioquia, Meta, Putumayo, Nariño, Cauca y Choco, precisamente en unas zonas que estaban tomando importancia estratégica para las FARC-EP, que obligada a recular en amplias áreas del sur-oriente del país, sus tradicionales bastiones, necesitaba mantener el control de los corredores hacia el Pacífico, Venezuela y Ecuador. Precisamente sobre uno de estos territorios estaba enclavada la base militar de Iscuande.
Santa Bárbara de Iscuandé (Nariño), es un pequeño pueblo de poco más de 15 mil habitantes, bordeado por un río enclavado en las entrañas de la selva del litoral pacífico. El 6 de enero de 2004, 70 infantes de marina volvieron a establecer la presencia de la Fuerza pública en el aislado municipio nariñense luego de casi cuatro años de ausencia, tras un ataque que arrasó con la base de la marina en el 2000. Fueron recibidos con carteles, con discursos calurosos, pañuelos blancos y con una verbena popular. La alegría en Iscuandé era sobre todo porque en el pelotón recién llegado había 36 hombres nacidos allí, reclutados como parte del programa de soldados campesinos, el proyecto del presidente Álvaro Uribe para llevar Fuerza Pública a todos los rincones del país, utilizando gente de la misma zona en labores de patrullaje e inteligencia, con la ayuda invaluable de trabajar entre primos, tíos, papás, amigos y conocidos.

## Preludio
Sin embargo, en Iscuande el programa se trasformó en un arma de doble filo. Los Infantes de marina Raúl Obando, alias “Machimba”, e Ignacio Garcés, “Tocayo”, eran en realidad miembros del Frente 29 de las FARC-EP. Edwin Obregón, Jorge Vélez y Deysen Obando, otros uniformados reclutados por medio del programa “Soldados de mi pueblo” eran sus cómplices. Ellos, desde sus puestos en la base y con auxilio de milicianos camuflados entre la población civil que les servían de enlace –se habla de un concejal del pueblo-, brindaron abundante y valiosísima información de inteligencia a los subversivos que planeaban tomarse la base, por lo menos desde noviembre de 2004. 
Según la investigación de las entidades de justicia y la inteligencia militar, los guerrilleros además consiguieron información, sobre cuál era la mejor hora para el ataque. Sabían que tenía que ser en la madrugada ya que en ese momento la marea baja impedía que las embarcaciones de combate de las bases cercanas, pudieran navegar por canales por los cuales podían llegar rápidamente. Para ejecutarlo se agruparon cerca de 160 guerrilleros pertenecientes al frente 29 y a la columna móvil ‘Daniel Aldana’ de las FARC-EP. También se movilizaron 40 guerrilleros del ELN de la columna Comuneros del Sur. 
De acuerdo a los testimonios de los suboficiales y de los infantes sobrevivientes, a pesar de la contundencia de las informaciones que señalaban la inminencia del ataque, el comandante de la base, el subteniente de Prada Rubiano no las valoró ya que si reportaba esa 'novedad' le ordenarían quedarse en la base y no podría salir de permiso al día siguiente, como lo tenía planeado. El martes, 1 de febrero de 2005, la columna de ataque de las FARC-EP y el ELN, ingreso por el río Iscuandé en varias lanchas tipo metrera, acercándose sigilosamente al puesto militar custodiado 58 elementos por la Infantería de Marina. Los rebeldes desembarcaron cuando era cerca de la 1:30 de la mañana. Los búnkeres principales de vigilancia de la base, los que están sobre el río Iscuandé, estaban abandonados cuando desembarcó la guerrilla, lo que facilitó el ataque. El encargado de custodiar el búnker clave, conocido como la Bonga, era el infante Raúl Obando, quien abandonó su posición entre 20 y 30 minutos antes del ataque. Lo mismo paso con otro uniformado, Edwin Obregón quien estando a cargo de custodiar el lado oriental de la base, fue visto esa madrugada del 1 de febrero, cerca de una gasolinera y lejos de su puesto de vigilancia.

## Ataque
Siendo las 02:00 de la madrugada, los guerrilleros dieron inicio al asalto detonando tres artefactos explosivos en el puesto; uno de estos hace impacto en el armerillo, lo que hizo que la estructura colapsara; en ese momento mueren el comandante del puesto, subteniente Robert Prada Rubiano, y seis Infantes de Marina. Las inspecciones técnicas realizadas por miembros del CTI, la Fiscalía y expertos en explosivos del Grupo Marte de la III División del Ejército concluyeron que, a diferencia de lo que se dijo oficialmente, la base nunca fue atacada con cilindros. "En las inmediaciones de la base no se encontraron indicios de un ataque masivo con cilindros ni con morteros y granadas hechizas", afirma uno de los apartes de la investigación. El ataque comenzó desde el interior de la base y se utilizaron cuatro cargas explosivas que fueron ubicadas estratégicamente. Una en el alojamiento del comandante de la base, otra en el armerillo y dos cargas más en el dormitorio de los infantes. "En el área de construcción se encuentran cuatro cráteres distribuidos en forma estratégica... Las explosiones fueron simultáneas y crearon un efecto de destrucción de adentro hacia fuera...", dice el informe técnico.
Posterior a este primer golpe de mano, los guerrilleros pasaron a la ofensiva atacando con fusiles, ametralladoras y granadas de mano. En medio de los estallidos, el incendio de las instalaciones y el intercambio de disparos perecieron otros 8 uniformados. Cuatro de los cuerpos de los infantes que murieron en el interior de la base tenían tiros de gracia. Según las investigaciones posteriores, las víctimas no fueron asesinadas por los guerrilleros, ya que éstos no ingresaron hasta los alojamientos en donde estaban los cuerpos. 
A las 03:00 de la madrugada, se ordena al personal replegarse hacia el puesto de policía donde estaban apostados 45 uniformados, acción que fue efectuada por aproximadamente 15 Infantes de Marina, dentro de los cuales se hallaban unos heridos y otros quemados. Desde allí fue repelido el ataque guerrillero. En medio de esta reacción de la tropa habrían sido dados de baja por lo menos ocho rebeldes. 
Siendo las 05:30 de la mañana se presenta el apoyo del avión 'fantasma' de la Fuerza Aérea, lo que hace que los insurgentes empiecen a retirarse de la zona por vía terrestre para evitar ser detectados. En la siguiente hora llega más apoyo aéreo, además de unidades de combate fluvial provenientes de Guapi (Cauca).

## Consecuencias
El saldo del ataque para la fuerza pública fue de 15 muertos y 25 heridos, muchos de ellos mutilados e incinerados. Como afirmó el patrullero Darwin López, testigo del ataque y sus secuelas: “Los cuerpos están completamente incinerados… Hay gente atrapada entre los escombros, unos están incinerados, otros hechos pedazos”.
Al final las investigaciones de la Fiscalía demostraron que cerca de 10 infantes de marina no estuvieron en la base durante el ataque. Algunos estaban evadidos y otros, sin explicaciones, nunca llegaron a sus puestos de batalla. El asalto aparte de desnudar muchas falencias disciplinarias y la infiltración de elementos subversivos en las filas oficiales, fue el prólogo de la última gran embestida bélica de la subversión, que dejó cerca de un centenar de muertos en dos meses de hostigamientos, asaltos y emboscadas.

## Militares muertos
- subteniente de Infantería de Marina Robert Prada Rubiano
- Infantes de Marina Regulares Jesús David Díaz Bohorquez, Esau Rojo Carmona, Jonny Elmer Ruiz Arrubla, Luis Eduardo Saavedra Zúñiga, Hernando de Jesús Arbeláez Fuentes, Jorge Alberto Estrada López, David José Martínez Alean, Diego Hernán Sánchez García.
- Infantes de Marina Campesinos Aquilino Góngora Castro, Heyler Hurtado Hurtado, William Rebolledo Estupiñán, Gerardo Rojas Monta, Bernardo Saac Hurtado, Einer Alfonzo Velásquez Zurita[6]